# 歐應昌
歐應昌（？—？），字世叔，號遵于居士，福州福清東瀚萬安人。

## 生平
萬曆年間太學生。一生布衣，與葉向高友好。萬曆三十八年（1610年），重修《瑞岩山志》。萬曆四十六年（1618年）閏四月七日，葉向高與歐應昌、薛文泉、施孟衝等人同遊福清六十都（今福清市東瀚鎮）境內的萬石山。工於詩。著有《瑞巖山志》、《萬石山志》等。